# Вільгельм I (король Шотландії)
Вільгельм I Лев (англ. William I; ст. гельск. — Uilliam mac Eanric; суч. гельск. — Uilleam mac Eanraig) — Вільям мак Енрік, Віллем Енрайг (1143—1214) — король Шотландії з 1165 року, граф Нортамберленду з 1152 до 1157 року. Походив з династії Данкельдів.

## Життєпис

### Молоді роки
Вільгельм народився у Гантінгдоні у родині принца Генріха Нортумбрійського та Ади Варенн. Він був онуком короля Давида I і його дружини Матильди Гатінгдонської. Про молоді роки його мало відомостей. У 1152 році після смерті батька Вільгельм успадкував графство Нортумберленд на півночі Англії. Втім новий король Англії Генріх II Плантагенет змусив Вільгельма зректися титулу графа. Після цього він перебував здебільшого у Шотландії.

### Володарювання
У 1165 році після смерті свого брата Малкольма IV Вільгельм став новим королем Шотландії. Першочерговими завданнями він бачив повернення собі Нортумберленду та приборкання шотландських магнатів, особливо верховинців. Король Шотландії уклав союз з Людовиком VII, королем Франції, спрямований проти Англії. Скориставшись повстанням синів Генріха II в його французьких володіннях у 1173—1174 роках, Вільгельм вирішив втрутитися у цей конфлікт. Король сильно розлютився, коли вихованець його батька — англійський барон Одінель II де Умфравіль не підтримав його під час вторгнення. У 1174 році він взяв в облогу замок барона — Прадо, але сам барон втік і зміг привести підкріплення. Дізнавшись про наближення армії, шотландський король зняв облогу і відступив на північ. Вирішивши, що він досить відірвався від англійців, він осадив замок Алнік, гарнізон якого був незначний, відправивши більшу частину своїх людей розоряти околиці. 12 липня 1174 року відбулася вирішальна битва між шотландцями та англійцями при Алніку. Вільгельм I зазнав поразки й потрапив у полон. У 1175 році він вимушений був укласти угоду у Фалезі, згідно з якою Шотландія визнавалася залежною від Англії, а шотландські єпископи підпорядковувалися архієпископу Йорка.
Ця угода викликала повстання у Галовеї, яке вдалося придушити лише у 1186 році. Для зміцнення королівської влади тут побудовано замок Дамфріс. Після повернення Вільгельм також займався протидією володарям Оркейських островів з норвезької династії, які намагалися розширити свої володіння коштом гірських районів Шотландії. У 1179 році Вільгельм I разом із братом Давидом здійснили похід на північ й привели до покори графство Росс. Втім, 1181 року, в Россі підняв повстання Дональд, нащадок шотландського короля Дункана II. Він зміг захопити це графство й утримувати його до своєї смерті у 1187 році. Вільгельм I продовжував походи з підкорення гірських графств у 1197 та 1202 роках. Зрештою він досяг бажаного.
Одночасно новим королем Англії стає Річард I Левове Серце, який збирав сили та кошти для Третього хрестового походу. Скориставшись цим, король Вільгельм I за 10 тисяч марок сріблом позбавив Шотландію залежності від Англії. Тим самим договір у Фалезі було скасовано, а укладено новий у Кентербері, згідно з яким встановлювалися рівноправні стосунки між королівствами.
У 1180-х роках Вільгельм I вступив у конфлікт з папою римським Олександром III щодо незалежності шотландської церкви. Врешті-решт, уже за папи римського Целестина III у 1192 році, католицька церква в Шотландії отримала незалежність і була підпорядкована безпосередньо папському престолу.
1206 року Іоанн I, король Англії знову розпочав війну проти Шотландії. Сили Вільгельма I не давали можливості протидіяти англійцям. Після багатьох конфліктів та перемовин у 1212 році укладено мирну угоду з Англією.
2 грудня 1214 року Вільгельм I помер у Стерлінгу.

## Родина
1. Ерменгарда (1170—1233), донька Річарда I, віконта Бомонта
Діти:
- Маргарет (1193—1259), дружина Юбера Бурга, графа Кенту
- Ізабел (1195—1253), дружина Рожера Бігора, графа Норфолку
- Олександр (1198—1249), король Шотландії з 1214 року
- Марджорі (1209—1244), дружина Гілберта Маршалла, графа Пембруку

Мав 7 бастардів.